# 'Ain Ghazal
 'Ayn Ghazal (ʿayn ġazāl عين غزال") je neolitsko arheološko najdišče v metropolitanskem območju Amana v Jordaniji, približno 2 km severozahodno od civilnega letališča Aman.

## Ozadje
Naselje pri 'Ain Ghazalu se je prvič pojavilo v srednjem pred-keramičnem neolitiku B (SPKNB)  in je razdeljeno na dve fazi. Prva faza se začne približno 10.300 pred sedanjostjo in konča c. 9.950 pred sedanjostjo, medtem ko se faza II konča c. 9.550 pred sedanjostjo.
To obdobje iz 9. tisočletja pred sedanjostjo v Levantu je predstavljalo veliko preobrazbo prazgodovinskih življenjskih poti od majhnih pasov mobilnih lovcev in nabiralcev do velikih naseljenih kmetovalskih in živinorejskih vasi v sredozemskem pasu, postopek pa se je začel približno 2–3 tisočletja prej.
V prvi dobi okoli 7000 pred našim štetjem se je območje razprostiralo na 10–15 hektarjih in je bilo naseljeno s približno 3000 ljudmi (štiri do petkrat več kot prebivalstvo sodobnega Jeriha). Po 6500 pr. n. št. pa se je število prebivalcev v nekaj generacijah močno zmanjšalo na približno šestino, verjetno zaradi degradacije okolja, 8,2-ka dogodka (Köhler-Rollefson 1992; v klimatologiji nenadno znižanje globalnih temperatur, ki se je zgodilo približno 8200 let pred sedanjostjo ali c. 6200 pr. n. št. in je trajalo naslednja dva do štiri stoletja).

## Lega in obseg
Leži v razmeroma bogatem okolju, ki je tik ob reki Zarka (Wadi Zarqa), najdaljšem drenažnem sistemu v visokogorski Jordaniji. Je se na nadmorski višini približno 720 m znotraj ekotona med gozdom hrasta na zahodu in odprto stepsko puščavo na vzhodu.
'Ain Ghazal se je začel kot tipična nekeramična, neolitska vas skromne velikosti. Postavljena je bil na terasiranih tleh na strani doline in je bila zgrajen s pravokotnimi hišami iz blatne opeke, ki so imele kvadratno glavno sobo in manjši predprostor. Zunanje stene so bile ometane z blatom in znotraj z apnenim ometom, ki se je obnavljal vsakih nekaj let.
Dokazi, pridobljeni iz izkopavanj, kažejo, da je bil velik del okolice gozdnat in je prebivalcem ponujal najrazličnejše gospodarske vire. V neposredni okolici najdišča je obilo zemlje. Te spremenljivke so netipične za veliko večja neolitska najdišča na Bližnjem vzhodu, od katerih jih več leži v robnih okoljih. Kljub navideznemu bogastvu je območje 'Ain Ghazal klimatsko in okoljsko občutljivo zaradi bližine v celotnem holocenu nihajoče meje med stepo in gozdom.
V 'Ain Ghazalu se zgodnje obdobje neolitskega lončarstva začne c. 6400 pred našim štetjem in se nadaljuje do 5.000 pr. n. št. 

## Gospodarstvo
Kot zgodnja kmetska skupnost so ljudje 'Ain Ghazala gojili žita (ječmen in starodavne vrste pšenice), stročnice (grah, fižol in leča) in čičeriko na poljih nad vasjo in gojili domače koze. Poleg tega so lovili divje živali - jelene, gazele, kopitarje, prašiče in manjše sesalce, kot sta lisica ali zajec.
Ocenjena populacija neolitskega mesta 'Ain Ghazal je 259-1349 posameznikov na površini 3,01–4,7 ha. Trdi se, da je bil 'Ain Ghazal ob ustanovitvi verjetno velik približno 2 ha in do konca obdobja zrasel na 5 ha. V tistem trenutku je bilo njihovo prebivalstvo ocenjeno na 600-750 ljudi ali 125-150 ljudi na hektar.
Prehrana prebivalcev 'Ain Ghazala je bila izjemno pestra. Domače rastline so vsebovale vrste pšenice in ječmena, zdi se, da so bile stročnice (predvsem leča in grah) najprimernejše kulture. Uživali so tudi širok nabor divjih rastlin. Določitev udomačenih živali, sensu stricto, je tema veliko razprav. Na 'Ain Ghazalu so bile koze glavna vrsta in so jih uporabljali v domačem smislu, čeprav morfološko niso bile domače. Številne odkrite falange kažejo patologijo na privezovanje. Na najdišču so zaužili tudi impresivno paleto divjih živalskih vrst. Najdenih je bilo več kot 50 taksonov, vključno gazela, govedo, svinje, zajci in lisice.
'Ain Ghazal je bil na območju, ki je bilo primerno za kmetijstvo in je nato rasel kot rezultat iste dinamike. Arheologi menijo, da je bil na približno srednjem vzhodu večji del zemlje izčrpan po približno 700 letih zasaditve in je tako postala neprimerna za kmetijstvo. Ljudje iz teh majhnih vasi so opustili svoja neproduktivna polja in se z domačimi živalmi preselili v kraje z boljšimi ekološkimi razmerami, kot je 'Ain Ghazal, ki bi lahko podpiral večje število ljudi. V nasprotju z drugimi mesti, ko so novi ljudje migrirali v 'Ain Ghazal, verjetno z malo posesti in so morda stradali, se je začelo razvijati razredno razlikovanje. Priliv novih ljudi je postavil nemir v družbeno tkivo - nove bolezni, več ljudi, ki se bodo prehranili s tem, kar je bilo posajeno in več živali, ki potrebujejo pašo.
Obstajajo dokazi o rudarskih dejavnostih, ki so del proizvodnega zaporedja, ki so ga izvajali obrtniki na lokaciji 'Ain Ghazal, ti potencialni strokovnjaki pa so na nek način nadzirali dostop do takšnih surovin.

## Genetika
Y-DNA haplogrupa E1b1b1b2 je bila odkrita pri 75 % populacije 'Ain Ghazala, skupaj s 60 % populacije pred-keramičnega neolitika (in je prisotna v vseh treh stopnjah tega) in v večini Natufijcev.
T1a (T-M70) najdemo med poznejšimi prebivalci srednjega pred-keramičnega neolitika B iz mesta 'Ain Ghazal, vendar ga niso našli med zgodnjo in srednjo populacijo tega obdobja. Kot so že ugotovili v zgodnji neolitski naselbini iz Karsdorfa (Nemčija), so pri 'Ain Ghazal našli subklade mtDNA R0 z Y-DNA T.
Zato velja, da populacijo pred-keramičnega neolitika B večinoma sestavljata dve različni populaciji: pripadniki zgodnje natufske kulture in prebivalstvo, ki je posledica priseljevanja s severa, to je severovzhodne Anatolije.

## Kultura

### Kipi
V zgodnejših stopnjah 'Ain Ghazhala so majhne keramične figure, ki so bile videti kot osebne ali družinske obredne figure. Tu so figurice živali in ljudi. Živalske figure so rogate živali in najbolj jasno je oblikovan sprednji del živali. Vse dajejo vtis dinamične sile. Nekatere živalske figure so bile zabodene v vitalne dele, ki so jih nato pokopali v hišah. Druge figurice so žgane in nato zavržene s preostalim ognjem. Zgradili so obredne zgradbe in uporabili velike figurice ali kipe. Dejanska zgradba le-teh je tudi način, da elitna skupina pokaže in poudari svojo oblast nad tistimi, ki so skupnosti ali eliti dolžni služiti, in združijo delavce kot del nove skupnosti. Poleg monumentalnih kipov so pri 'Ain Ghazalu našli majhne, glinene in kamnite žetone, nekatere z vrezanimi geometrijskimi ali naturalističnimi oblikami. 
195 figuric (40 človeških in 155 živali) je bilo odkritih iz kontekstov obravnavanega obdobja; Za 81 % figuric je bilo ugotovljeno, da pripadajo SPKNB, medtem ko le 19 % pripada PKNB in PKNC. Velika večina figuric je govedo. Vrsta, ki predstavlja le 8 % celotnega števila identificiranih osebkov. To govori o pomenu lovljenja goveda za domačo obredno uporabo. Za posamezna gospodinjstva se je zdelo pomembno, da imajo člane, ki so sodelovali tako v lovu na govedo - verjetno skupinska dejavnost - kot poznejši pogostitvi z ostanki.
'Ain Ghazal je znan po množici antropomorfnih kipov, najdenih zakopanih v jamah v bližini nekaterih posebnih zgradb, ki bi lahko imele obredne funkcije. Ti kipi so človeške figure pol velikosti, modelirane v belem mavcu okoli jedra zlepljenih vejic. Na njih so naslikana oblačila, lasje, ponekod pa okrasne tetovaže ali barva telesa. Oči so narejene s pomočjo školjk z bitumensko zenico in poudarjena z dioptazom. 32 teh mavčnih figur je bilo najdenih v dveh skrivališčih, od tega 15 polnih figur, 15 doprsnih kipov in 2 razdrobljeni glavi. Trije doprsni kipi so bili dvoglavi.

### Pokopna praksa
V zadnjih letih je bilo opisanih veliko dokazov o pokopnih praksah v obdobju PKNB. Obdukcija odstranitve lobanje, običajno omejena na lobanjo, vendar občasno, vključno s čeljustjo in očitno po predhodnih primarnih posegih celotnega trupla. Takšno obravnavo običajno razlagajo kot predstavo obreda, povezanega s čaščenjem mrtvih ali neko obliko 'čaščenja prednikov'.
Obstajajo dokazi o tečaju, kako ravnati z mrtvimi. Nekateri ljudje so pokopani v nadstropjih svojih hiš, kot bi bili na drugih neolitskih najdiščih. Potem ko so meso odstranili, so bile nekatere lobanje odstranjene in okrašene. To je bila bodisi oblika spoštovanja ali pa zato, da so lahko svojo moč predali hiši in ljudem v njej. Vendar so, za razliko od drugih neolitskih najdišč, nekatere ljudi vrgli na smeti in so njihova telesa ostala nedotaknjena. Strokovnjaki so ocenili, da je bila tretjina pokopov odraslih najdena v smeteh, katerih glava je nedotaknjena. Morda so prišleke videli kot nižji razred.
Nekateri ljudje so svoje mrtve pokopali pod tlemi svojih hiš, druge zunaj na okoliškem terenu. Od tistih, ki so bili pokopani v notranjosti, je bila pogosto kasneje odvzeta glava in lobanja zakopana v ločeni plitvi jami pod hišnim podom. Prav tako je bilo najdeno veliko človeških ostankov v posodah v katerih so bili odstranjeni gospodinjski odpadki, kar kaže na to, da ni bil vsak pokojnik slovesno pokopan. Zakaj je bil le manjši izbrani del prebivalcev pravilno pokopan, večina pa je bila preprosto odstranjena, ostaja nerešeno. Zdi se, da so se pokopi odvijali približno vsakih 15–20 let, kar kaže na pokop enega rodu na generacijo, čeprav spol in starost v tej praksi nista bili konstantni.

## Izkopavanja in ohranjanje
Najdišče leži na meji med okrožji Amman Tariq in Basman, blizu križišča 'Ain Ghazal, ki povezuje ulico Al Šahid in Army Street ('Ain Ghazal je ime manjše vasi, severno od ceste, zdaj znotraj okrožja Tariq).
Najdišče so odkrili leta 1974 ob gradnji Army Street, ceste, ki je povezovala Aman in Zarko. Izkopavanje se je začelo leta 1982, vendar je do tega trenutka skozi najdišče steklo približno 600 metrov ceste. Kljub škodi, ki jo je širitev mesta prinesla, je tisto, kar je ostalo od 'Ain Ghazala, zagotovilo veliko informacij in so to izkopavali do leta 1989. Ena vidnejših arheoloških najdb med temi prvimi izkopavanji se je pojavila leta 1983. Med pregledovanjem preseka zemlje na poti, ki jo je izrezal buldožer, so arheologi prišli čez rob velike jame 2,5 metra pod površino, ki je vsebovala mavčne kipe.
V začetku 1990-ih se je zgodil še en niz izkopavanj pod vodstvom Garyja O. Rollefsona in Zeidana Kafafija.
Najdišče je bilo 2004 vključeno v World Monuments Watch pri World Monuments Fund (WMF), da bi opozorili na grožnjo posega v urbani razvoj.